# Auguste von Hardenberg
Auguste Laura Luise von Hardenberg, geborene von Gemmingen (* 1. August 1809 in Bonfeld; † 9. April 1893 in Karlsruhe) engagierte sich im badischen Frauenverein und wurde für ihre Leistungen in der Kranken- und Verwundetenpflege sowie in der Truppenbetreuung mehrfach ausgezeichnet.

## Leben
Sie war die jüngste Tochter des Rittergutsbesitzers Karl Philipp von Gemmingen (1771–1831) aus dessen zweiter Ehe mit Eberhardine Christiane von Degenfeld-Neuhaus (1773–1847). Ihre Kindheit verbrachte sie auf dem Familiengut im Oberschloss Bonfeld, als junge Frau trat sie in das Katharinenstift in Stuttgart ein. 1828 heiratete sie in Meiningen Johannes von Hardenberg, der die im Herzogtum Sachsen-Altenburg gelegenen Senioratsgüter Schlöben, Rabis und Möckern besaß. Nach dem Tod ihres Gatten 1841 zog sie 1842 von Meiningen nach Karlsruhe zu ihrer inzwischen auch dorthin übergesiedelten Mutter und einer Schwester. Dort engagierte sie sich in der freiwilligen Armen- und Krankenpflege des badischen Frauenvereins und wurde 1865 Präsidentin von dessen vierter Abteilung. Für ihre Leistungen in den Kriegsjahren 1866 und 1870/71 bei der Pflege der Kranken und Verwundeten in den Lazaretten und bei der Fürsorge für die im Felde stehenden Truppen erhielt sie das Badische Erinnerungszeichen, das Preußische Verdienstkreuz für Frauen und Jungfrauen sowie die Kriegsdenkmünze für Nichtkombattanten am weißen Band. Nach ihrem Tod ordnete Großherzogin Luise eine Trauerfeier in der Kapelle des Karlsruher Ludwig-Wilhelm-Krankenheims an, der außer der Großherzogin auch Großherzog Friedrich und weitere Angehörige des badischen Herrscherhauses beiwohnten. Sie wurde in Meiningen an der Seite ihres Gatten beigesetzt.